# Evita Griskenas
Evita Griskenas (Chicago, 3 dicembre 2000) è una ginnasta statunitense.

## Biografia
Evita Griskenas è figlia di Sigitas e Olga Griskenas, ex atleti lituani di livello internazionale nel fitness.
Ha partecipato ai Mondiali Pesaro 2017 raggiungendo le finali di cerchio e nastro e classificandosi all'undicesimo posto nel concorso generale. In seguito ha disputato i campionati panamericani, svolti a Daytona Beach, laureandosi campionessa individuale e conquistando complessivamente sei ori.
Ai Mondiali Sofia 2018 riesce a guadagnare nuovamente l'accesso alla finale del concorso individuale (17º posto) e, insieme alla compagne Camilla Feeley e Laura Zeng, è protagonista della migliore prestazione degli Stati Uniti nella storia dei campionati mondiali ottenendo il settimo posto nel concorso a squadre.
Griskenas è stata la singola atleta ad avere vinto in assoluto più medaglie ai Giochi panamericani di Lima 2019, conquistando quattro ori (nel concorso individuale, palla, cerchio e nastro) e un bronzo (clavette). Ai campionati mondiali di Baku 2019 centra, insieme all'altra statunitense Laura Zeng, la qualificazione alle Olimpiadi di Tokyo 2020 con l'ottavo posto ottenuto nel concorso individuale.

## Palmarès
- Giochi panamericani

Lima 2019: oro nell'all-around, nella palla, nel cerchio e nel nastro; bronzo nelle clavette.
- Campionati panamericani

Daytona Beach 2017: nell'all-around, nella palla, nel cerchio, nelle clavette, nel nastro e nella gara a squadre.